# Anne Wiazemsky
Anne Wiazemsky (Berlín, 14 de mayo de 1947-París, 5 de octubre de 2017) fue una escritora, actriz y directora de cine francesa.

## Trayectoria
Era hija de Yvan Wiazemsky, un funcionario internacional, y de Claire Mauriac (quien era hija de François Mauriac). Su familia paterna emigró a Francia tras la revolución rusa de 1917. Su hermano, Pierre Wiazemsky, es un dibujante de humor que firma como 'Wiaz'.
Su carrera cinematográfica se inició en 1966, en el papel principal femenino de Au hasard Balthazar de Robert Bresson. 
Conoció a Jean-Luc Godard en 1966 (tras escribirle una carta) y se casó con él en 1967; tuvo un papel protagonista (como prochina) en La Chinoise, con Jean-Pierre Léaud y Juliet Berto. Luego actuaría en bastantes filmes rodados por Godard (Week End, Le gai savoir, Vent d'est, Tout va bien, Vladimir et Rosa). Se divorció en 1979.
Hizo además películas con Marco Ferreri, Alain Tanner (Le Retour d'Afrique), Carmelo Bene, Michel Deville, Delphine Seyrig o André Téchiné (en Rendez-vous, de 1985).
Destacó en 1968, con Pier Paolo Pasolini, en el papel de Odetta, de Teorema,  y también en Porcherie.
Por otro lado, trabajó en el teatro y publicó varios textos. En 1998 obtuvo el gran premio de novela de la Academia francesa por Une poignée de gens. En otro de sus libros, Jeune fille, de 2007, cuenta sus inicios en el cine, bajo la dirección de Robert Bresson. Y en 2012, narra en su libro Une année studieuse cómo conoció a Jean-Luc Godard, que le llevaba 17 años, y su primer rodaje.
En 2017 publicó el que sería su último libro Un saint homme. El 5 de octubre de 2017 falleció a causa de un cáncer.

## Filmografía
Actriz
- 1966 : Au hasard Balthazar de Robert Bresson
- 1967 : La Chinoise de Jean-Luc Godard
- 1967 : Lamiel de Jean Aurel
- 1967 : Week End de Jean-Luc Godard
- 1968 : Le Gai Savoir de Jean-Luc Godard
- 1968 : La Bande à Bonnot de Philippe Fourastié
- 1968 : Les Gauloises bleues de Michel Cournot
- 1968 : Teorema de Pier Paolo Pasolini
- 1969 : George qui? de Michèle Rosier
- 1969 : Capricci de Carmelo Bene
- 1969 : Il seme dell'uomo de Marco Ferreri
- 1969 : Sympathy for the Devil, de Jean-Luc Godard
- 1969 : Porcherie, de Pier Paolo Pasolini
- 1969 : Vent d'est, de Jean-Luc Godard,
- 1969 : Vladimir et Rosa, de Jean-Luc Godard
- 1971 : L'Enquête, de Luigi-Filipo D'Amico
- 1971 : Le Grand Départ, de Martial Raysse
- 1971 : Raphaël ou le débauché, de Michel Deville
- 1972 : L'Extradition, de Peter von Gunten
- 1972 : Tout va bien, de Jean-Luc Godard
- 1972 : Le Train de Pierre Granier-Deferre
- 1973 : Le Retour d'Afrique, de Alain Tanner
- 1974 : Le Pain noir (TV Folletín), de Serge Moati
- 1974 : La Vérité sur l'imaginaire passion d'un inconnu, de Marcel Hanoun
- 1975 : Le Mystère Frontenac (TV), de Maurice Frydland
- 1977 : Couleur Chair, de François Weyergans
- 1977 : Mon Cœur est rouge, de Michèle Rosier
- 1978 : Don Juan (TV), de Molière
- 1979 : Le Grand Inquisiteur (TV), de Raoul Sangla
- 1979 : L' Enfant Secret, de Philippe Garrel
- 1979 : Tout est à nous, de Jean-Louis Daniel
- 1980 : L'Empreinte des géants de Robert Enrico
- 1981 : Sois belle et tais-toi documental de Delphine Seyrig
- 1981 : Grenouilles de Adolfo Arrieta
- 1982 : L'Enfant secret de Philippe Garrel
- 1984 : Elle a passé tant d'heures sous les sunlights de Philippe Garrel
- 1985 : Rendez-vous, de André Téchiné
- 1986 : Qui trop embrasse..., de Jacques Davila
- 1987 : Le Testament d'un poète juif assassiné, de Frank Cassenti
- 1988 : Ville étrangère, de Didier Goldschmidt
- 2005 : Vache-qui-rit, corto de Philippe Lioret

Guion
- 1994 : US Go Home de Claire Denis
- 2003 : Toutes ces belles promesses de Jean-Paul Civeyrac

Dirección
- 2004 : Les Anges 1943, histoire d’un film (documental TV)
- 2005 : Mag Bodard, un destin (documental TV)
- 2007 : Danielle Darrieux, une vie de cinéma (documental TV)

## Teatro
- 1976 : Sarcelles-sur-mer de Jean-Pierre Bisson, dirigido por la autora y Catherine Margerit, Théâtre de Nice
- 1983 : Tonio Kröger de Thomas Mann, dirigido por Pierre Romans, Théâtre Nanterre-Amandiers
- 1986 : Le Drame de la vie de Valère Novarina, dirigido por la autora, para el Festival de Aviñón, el Festival de Automne à Paris, y el Théâtre Nanterre-Amandiers
- 1989 : Vous qui habitez le temps de Valère Novarina, dirigido por la autora, Festival de Aviñón.